# Stańczyk
Stańczyk (pronuncia polacca: [ˈstaɲt͡ʂɨk]; 1480 – 1560) fu il più famoso giullare di corte della storia polacca. Fu al servizio di tre re polacchi: Alessandro, Sigismondo il Vecchio e Sigismondo Augusto.

## Nome, identità e storicità
La scarsità delle fonti su Stańczyk diede origine nel XIX secolo a quattro distinte ipotesi: che fosse un personaggio letterario, interamente inventato dal grande scrittore Jan Kochanowski e dai suoi colleghi, o che fosse "forse un tipico giullare vestito dai suoi contemporanei in abbigliamento esopico, forse una visione shakesperiana di scrittori del XIX secolo, o forse in realtà una eminenza grigia della societatis ioculatorum". In ogni modo, gli studiosi moderni concordano generalmente che tale persona sia realmente esistita e che, anche se non lo fosse, abbia avuto una tremenda importanza per la cultura polacca dei secoli successivi, apparendo in opere di molti artisti del XIX e XX secolo.
Quasi nulla si sa della vita di Stańczyk e perfino il suo nome e la sua identità sono materia di discussione. Le fonti contemporanee menzionano dei giullari di corte chiamati Gąska e Stańczyk. In particolare, entrambi i nomi compaiono in due brevi poesie di Jan Kochanowski. Entrambe le parole sono diminutivi delle parole gęś (oca) e Stanisław (Stanislao) piuttosto che nomi propri in sé e per sé. Tutto ciò condusse il linguista Aleksander Brückner e studiosi successivi a credere che Gąska e Stańczyk siano semplicemente due soprannomi della stessa persona. A causa di quella ipotesi Stańczyk è talvolta menzionato come Stanisław Gąska, un nome che assomiglia a un tipico nome polacco, solo che è di provenienza molto più tarda e fu coniato alla fine del XIX secolo anziché ai tempi del giullare.
In ogni modo la fama e la leggenda di Stańczyk erano già notevoli durante la sua epoca, il Rinascimento. La popolarità riapparse in seguito nel XIX secolo e rimase elevata fino ai tempi attuali. Diversamente dai giullari delle altre corti europee, Stańczyk è sempre stato considerato molto più che un mero intrattenitore.
Egli è ricordato come un uomo di grande intelligenza e un filosofo politico dotato di una formidabile comprensione della situazione attuale e futura della Polonia. Usava il suo mestiere per criticare e ammonire i suoi contemporanei mediante l'uso della satira. Le sue battute argute riguardavano spesso questioni attuali della politica e della vita di corte. Le osservazioni e le battute di Stańczyk furono preservate da numerosi scrittori e storici contemporanei, inclusi Łukasz Górnicki, Jan Kochanowski, Marcin Kromer e Mikołaj Rej che lo elogiò per aver combattutto l'ipocrisia in nome della verità. Alcune fonti arrivano perfino a definirlo un "amico personale di Marcin Kromer, in avversione ai vescovi".
Il miglior aneddoto su Stańczyk è quello di un incidente di caccia. Nel 1533 re Sigismondo il Vecchio si fece portare un enorme orso dalla Lituania. L'orso fu liberato nella foresta di Niepołomice vicino a Cracovia così che il re potesse cacciarlo. Durante la caccia, l'animale caricò il re, la regina e i loro cortigiani, causando panico e caos. La regina Bona, che era incinta, cadde da cavallo e subì come conseguenza un aborto. In seguito, il re criticò Stańczyk per essere corso via invece di attaccare l'orso. Si dice che il giullare abbia replicato che "è una follia ancora più grande lasciare uscire un orso che era già in gabbia". Questa osservazione è spesso interpretata come un'allusione alla politica del re verso la Prussia, che era stata sconfitta dalla Polonia, ma non completamente incorporata nella Corona.

## Stańczyk come simbolo

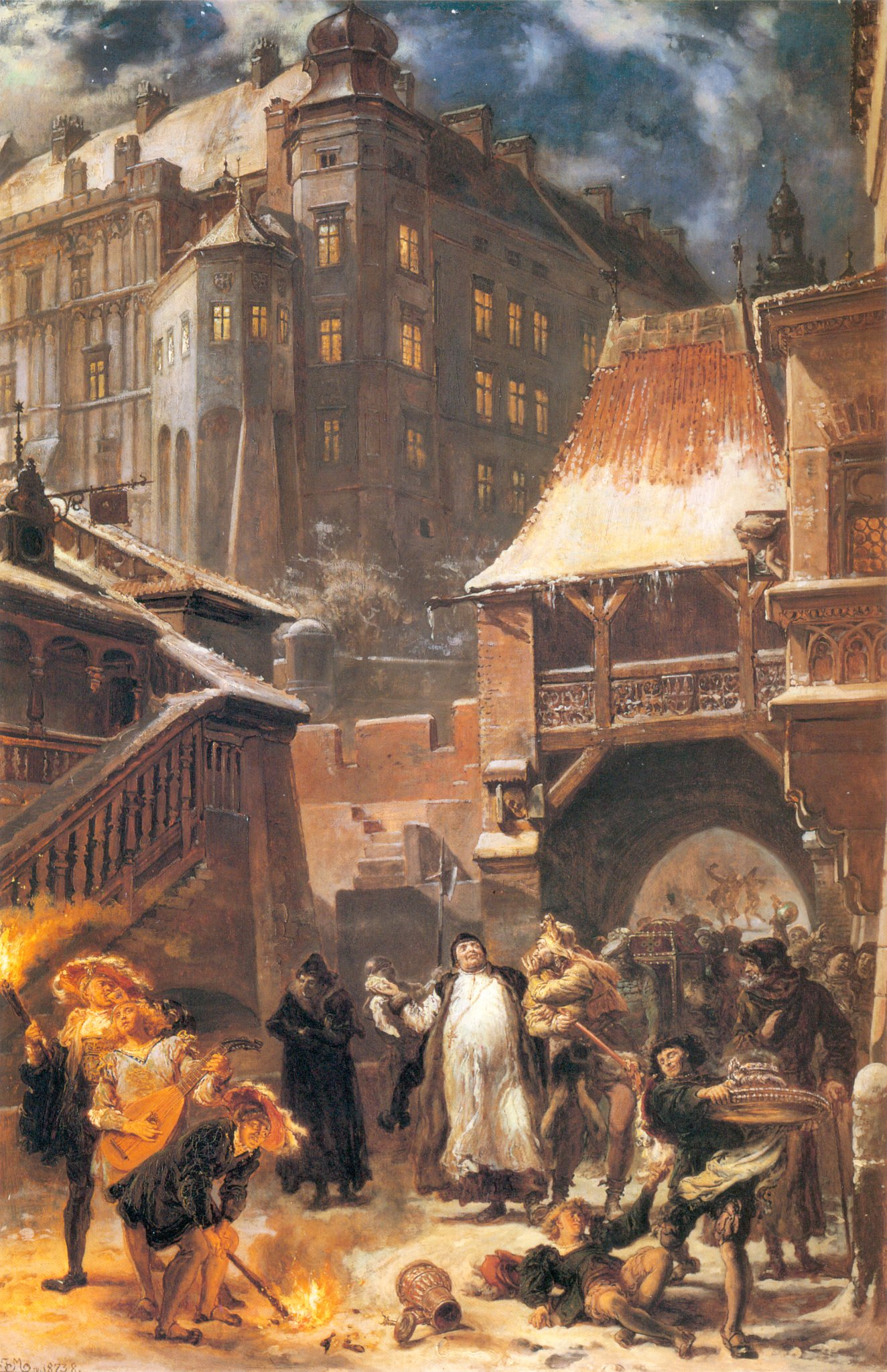
Gamrat i Stańczyk
Jan Matejko
Olio su legno, 132 × 87,5 cm,
Fondazione Kościuszko, New York

Stańczyk divenne una popolare figura storica nella letteratura polacca dopo le spartizioni (1795). Alcuni scrittori lo trattarono come un simbolo della lotta per l'indipendenza della Polonia, altri gli attribuirono tratti piuttosto scespiriani. Appare, tra gli altri, in un'opera di Julian Ursyn Niemcewicz (in Jan z Tęczna. Powieść historyczna, 1825) e in parecchie opere di Józef Ignacy Kraszewski (1839, 1841).

### Teka Stańczyka

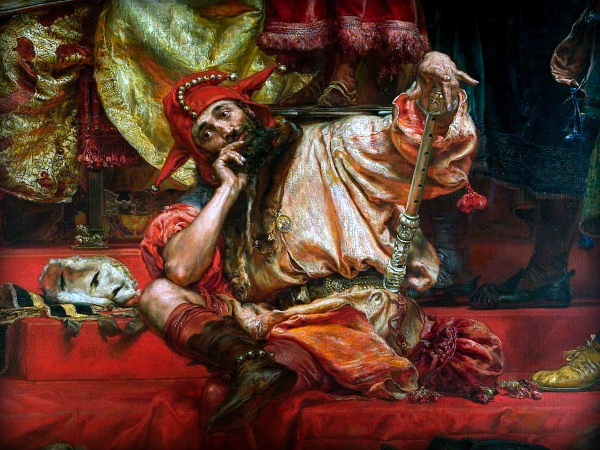
StańczykL'omaggio prussiano (dettaglio)
Jan Matejko
Olio su tela, 1882, 388 × 875 cm, Museo Nazionale, Cracovia

Nel 1869 un gruppo di giovani pubblicisti conservatori: Józef Szujski, Stanisław Tarnowski, Stanisław Koźmian e Ludwik Wodzicki, pubblicarono una serie di pamphlet satirici intitolati Teka Stańczyka (Portafoglio di Stańczyk). Solo cinque anni dopo la tragica fine della Rivolta di gennaio, i pamphlet ridicolizzavano l'idea delle rivolte nazionali armate e suggerivano un compromesso con i nemici della Polonia, specialmente l'Impero austriaco, e una maggiore concentrazione sulla crescita economica che sull'indipendenza politica. La fazione politica che adottò queste idee divenne nota come Stańczycy (plurale di Stańczyk).

### Stańczyk nell'arte
Stańczyk fu anche una delle figure storiche preferite di Jan Matejko e appare in numerosi dei suoi dipinti, come nell'Omaggio prussiano. Matejko, che diede al giullare le proprie fattezze, creò l'immagine popolare di Stańczyk che è familiare alla maggior parte dei Polacchi moderni. Il pittore dipingeva sempre Stańczyk con un'espressione molto preoccupata e riflessiva sul suo viso, in netto contrasto con il suo berretto a sonagli e gli altri indumenti da giullare. La visione di Stańczyk di Matejko influenzò il modo in cui altri artisti, quali Leon Wyczółkowski, dipinsero in seguito il giullare.
La più notevole apparizione di Stańczyk nella letteratura è nel dramma di Stanisław Wyspiański Wesele (Le nozze) dove il fantasma del giullare visita il Giornalista, un personaggio modellato su Rudolf Starzewski, direttore del giornale Czas (Tempo), con sede a Cracovia, associato alla fazione di Stańczycy. Nel dramma, Stańczyk accusa il Giornalista, che chiama il giullare un "grande uomo", di inattività e di accettazione passiva del fato della nazione. Alla fine della loro conversazione, Stańczyk dà al Giornalista il suo "caduceo" (il bastone del giullare) e gli dice di "scuotere la nazione" ma di non "sporcare le cose sacre, perché sacre esse devono rimanere". Così Wyspiański rafforzò il ruolo di Stańczyk come simbolo di patriottismo e di scettica saggezza politica.